# Тегенария
Тегена́рии (лат. Tegenaria) — род пауков из семейства агеленовых воронковых пауков (Agelenidae). В настоящее время в роде насчитывают 144 вида. Наиболее известны домовые пауки (Tegenaria domestica), обитающие в жилищах человека по всему миру.

## Виды
- Tegenaria abchasica Charitonov, 1941 — Россия, Грузия
- Tegenaria achaea Brignoli, 1977 — Греция
- Tegenaria adomestica Guseinov, Marusik & Koponen, 2005 — Азербайджан
- Tegenaria africana Lucas, 1846 — Алжир
- Tegenaria agnolettii Brignoli, 1978 — Турция
- Tegenaria angustipalpis Levy, 1996 — Греция, Израиль
- Tegenaria anhela Brignoli, 1972 — Турция
- Tegenaria animata Kratochvíl & Miller, 1940 — Сербия, Черногория, Македония
- Tegenaria annae Bolzern, Burckhardt & Hänggi, 2013 — Греция
- Tegenaria annulata Kulczyński, 1913 — Босния и Герцеговина, Хорватия, Сербия, Черногория
- Tegenaria argaeica Nosek, 1905 — Болгария, Турция
- Tegenaria ariadnae Brignoli, 1984 — Крит
- Tegenaria armigera Simon, 1873 — Корсика, Сардиния
- Tegenaria averni Brignoli, 1978 — Турция
- Tegenaria bayeri Kratochvíl, 1934 — Босния и Герцеговина, Сербия, Черногория
- Tegenaria bayrami Kaya et al., 2010 — Турция
- Tegenaria blanda Gertsch, 1971 — Мексика
- Tegenaria bosnica Kratochvíl & Miller, 1940 — Хорватия, Босния и Герцеговина, Сербия, Черногория
- Tegenaria bozhkovi (Deltshev, 2008) — Болгария
- Tegenaria campestris (C. L. Koch, 1834) — от Европы до Азербайджана
- Tegenaria capolongoi Brignoli, 1977 — Италия
- Tegenaria carensis Barrientos, 1981 — Испания
- Tegenaria caverna Gertsch, 1971 — Мексика
- Tegenaria chebana Thorell, 1897 — Мьянма
- Tegenaria chiricahuae Roth, 1968 — США
- Tegenaria chumachenkoi Kovblyuk & Ponomarev, 2008 — Россия
- Tegenaria circeoensis Bolzern, Burckhardt & Hänggi, 2013 — Италия
- Tegenaria comnena Brignoli, 1978 — Турция
- Tegenaria comstocki Gajbe, 2004 — Индия
- Tegenaria concolor Simon, 1873 — Сирия
- Tegenaria cottarellii Brignoli, 1978 — Турция
- Tegenaria croatica Bolzern, Burckhardt & Hänggi, 2013 — Хорватия
- Tegenaria daiamsanesis Kim, 1998 — Корея
- Tegenaria dalmatica Kulczyński, 1906 — от Средиземноморья до Украины
- Tegenaria decolorata Kratochvíl & Miller, 1940 — Хорватия
- Tegenaria decora Gertsch, 1971 — Мексика
- Tegenaria dentifera Kulczyński, 1908 — Кипр
- Tegenaria domestica (Clerck, 1757) (домовые пауки) — распространены всесветно
- Tegenaria eleonorae Brignoli, 1974 — Италия
- Tegenaria elysii Brignoli, 1978 — Турция
- Tegenaria epacris Levy, 1996 — Израиль
- Tegenaria faniapollinis Brignoli, 1978 — Греция, Турция
- Tegenaria femoralis Simon, 1873 — Франция, Италия
- Tegenaria ferruginea (Panzer, 1804) — Европа, Азорские острова, интродуцированы в Венесуэлу
- Tegenaria flexuosa F. O. Pickard-Cambridge, 1902 — Мексика
- Tegenaria florea Brignoli, 1974 — Мексика
- Tegenaria forestieroi Brignoli, 1978 — Турция
- Tegenaria gertschi Roth, 1968 — Мексика
- Tegenaria halidi Guseinov, Marusik & Koponen, 2005 — Азербайджан
- Tegenaria hamid Brignoli, 1978 — Турция
- Tegenaria hasperi Chyzer, 1897 — от Франции до Турции
- Tegenaria hauseri Brignoli, 1979 — Греция
- Tegenaria hemanginiae Reddy & Patel, 1992 — Индия
- Tegenaria henroti Dresco, 1956 — Сардиния
- Tegenaria ismaillensis Guseinov, Marusik & Koponen, 2005 — Азербайджан
- Tegenaria karaman Brignoli, 1978 — Турция
- Tegenaria lapicidinarum Spassky, 1934 — Россия, Украина
- Tegenaria lehtineni (Guseinov, Marusik & Koponen, 2005) — Азербайджан
- Tegenaria lenkoranica (Guseinov, Marusik & Koponen, 2005) — Азербайджан, Иран
- Tegenaria levantina Barrientos, 1981 — Испания
- Tegenaria longimana Simon, 1898 — Турция, Грузия, Россия
- Tegenaria lunakensis Tikader, 1964 — Непал
- Tegenaria lyncea Brignoli, 1978 — Турция, Азербайджан
- Tegenaria maelfaiti Bosmans, 2011 — Греция
- Tegenaria mamikonian Brignoli, 1978 — Турция
- Tegenaria maroccana Denis, 1956 — Марокко
- Tegenaria maronita Simon, 1873 — Сирия, Ливан, Израиль
- Tegenaria mediterranea Levy, 1996 — Израиль
- Tegenaria melbae Brignoli, 1972 — Турция
- Tegenaria mercanturensis Bolzern & Hervé, 2010 — Франция
- Tegenaria mexicana Roth, 1968 — Мексика
- Tegenaria michae Brignoli, 1978 — Ливан
- Tegenaria mirifica Thaler, 1987 — Швейцария, Австрия, Италия
- Tegenaria montana Deltshev, 1993 — Болгария
- Tegenaria montiszasensis Bolzern, Burckhardt & Hänggi, 2013 — Греция
- Tegenaria nakhchivanica (Guseinov, Marusik & Koponen, 2005) — Азербайджан
- Tegenaria oribata Simon, 1916 — Франция
- Tegenaria pagana C. L. Koch, 1840 — от Европы до Центральной Азии, от США до Чили, Новая Зеландия
- Tegenaria parietina (Fourcroy, 1785) — от Европы и Северной Африки до Центральной Азии, Шри-Ланка, от Вест-Индии до Аргентины
- Tegenaria parmenidis Brignoli, 1971 — Италия
- Tegenaria parvula Thorell, 1875 — Италия, Румыния
- Tegenaria pasquinii Brignoli, 1978 — Турция
- Tegenaria percuriosa Brignoli, 1972 — Болгария, Турция
- Tegenaria pieperi Brignoli, 1979 — Крит
- Tegenaria pindosiensis Bolzern, Burckhardt & Hänggi, 2013 — Греция
- Tegenaria podoprygorai (Kovblyuk, 2006) — Украина
- Tegenaria pontica Charitonov, 1947 — Грузия
- Tegenaria pseudolyncea (Guseinov, Marusik & Koponen, 2005) — Азербайджан
- Tegenaria racovitzai Simon, 1907 — Испания, Франция
- Tegenaria ramblae Barrientos, 1978 — Португалия, Испания
- Tegenaria regispyrrhi Brignoli, 1976 — Болгария, Греция, Балканский полуостров
- Tegenaria rhodiensis Caporiacco, 1948 — Родос, Турция
- Tegenaria rilaensis Deltshev, 1993 — Македония, Болгария
- Tegenaria rothi Gertsch, 1971 — Мексика
- Tegenaria sbordonii Brignoli, 1971 — Италия
- Tegenaria schmalfussi Brignoli, 1976 — Крит
- Tegenaria schoenhoferi Bolzern, Burckhardt & Hänggi, 2013 — Греция
- Tegenaria scopifera Barrientos, Ribera & Pons, 2002 — Балеарские остров
- Tegenaria selva Roth, 1968 — Мексика
- Tegenaria serrana Barrientos & Sánchez-Corral, 2013 — Испания
- Tegenaria shillongensis Barman, 1979 — Индия
- Tegenaria silvestris L. Koch, 1872 — Европа, Россия
- Tegenaria talyshica Guseinov, Marusik & Koponen, 2005 — Азербайджан
- Tegenaria taurica Charitonov, 1947 — Украина, Грузия
- Tegenaria tekke Brignoli, 1978 — Турция
- Tegenaria tlaxcala Roth, 1968 — Мексика
- Tegenaria tridentina L. Koch, 1872 — Европа
- Tegenaria tyrrhenica Dalmas, 1922 — Франция, Италия
- Tegenaria vallei Brignoli, 1972 — Европа
- Tegenaria vankeerorum Bolzern, Burckhardt & Hänggi, 2013 — Греция
- Tegenaria vignai Brignoli, 1978 — Турция
- Tegenaria wittmeri Brignoli, 1978 — Бутан
- Tegenaria zagatalensis Guseinov, Marusik & Koponen, 2005 — Азербайджан
- Tegenaria zamanii Marusik & Omelko, 2014 — Иран